# Dolores Lambaša
Dolores Lambaša (Šibenik, 29. ožujka 1981. – Slavonski Brod, 23. listopada 2013.), bila je hrvatska televizijska, filmska i kazališna glumica.

## Životopis
Dolores Lambaša rodila se u Šibeniku 1981. godine. U rodnome gradu završila je Jezičnu gimnaziju Antuna Vrančića i srednju Glazbenu školu Ivana Lukačića, u kojoj je pohađala sate glasovira, gitare, solo pjevanja, povijesti glazbe i dirigiranja. Potom je u Zagrebu upisala te završila jednu godinu Studija kroatologije i povijesti na Hrvatskim studijima. Apsolvirala je glumu na Akademiji dramskih umjetnosti. Ostvarila je uloge u nizu televizijskih sapunica, kao što su "Odmori se, zaslužio si", "Dobre namjere", "Zauvijek susjedi" i "Zakon ljubavi" i ine, a posljednja uloga bila joj je uloga Tamare Marin u serijalu "Ruža vjetrova".

### Smrt
Dolores Lambaša preminula je u bolnici Dr. Josip Benčević u Slavonskom Brodu, 23. listopada 2013. godine, u 32. godini života od teških ozljeda nakon prometne nesreće na dionici autoceste A3 kod Sredanaca. Pokopana je na šibenskom gradskom groblju 25. listopada 2013. godine.

## Filmografija

### Televizijske uloge
- Ruža vjetrova kao Tamara Marin (2012. – 2013.)
- Najbolje godine kao Vanja Brezjak (2010.)
- Zakon ljubavi kao Lucija Nardelli (2008.)
- Zauvijek susjedi kao Dolores Lambaša (2008.)
- Dobre namjere kao Željka Ljubas (2007. – 2008.)
- Odmori se, zaslužio si kao Ruža (san) (2006.)

### Filmske uloge
- Tumor kao Lena Brajković (2010.)
- Vjerujem u anđele kao Dea / Klara (2009.)
- Pravo čudo kao predsjednikova žena (2007.)

### Kazališne uloge
- 2006. Federico García Lorca: Dom Bernarde Albe, režija: Božidar Violić, HNK Zagreb

## Nezavršeni roman
Lambaša je pisala roman sa životopisnim elementima koji nije uspjela dovršiti. Detalji njezinoga romana objavljeni su u tiskanom izdanju 24sata.

## Vanjske poveznice
- Dolores Lambaša u internetskoj bazi filmova IMDb-u (engl.)